# Theridion agrifoliae
Theridion agrifoliae là một loài nhện trong họ Theridiidae.
Loài này thuộc chi Theridion. Theridion agrifoliae được Herbert Walter Levi miêu tả năm 1957.